# Mimas suffusa
Mimas suffusa är en fjärilsart som beskrevs av Clark 1891. Mimas suffusa ingår i släktet Mimas och familjen svärmare. Inga underarter finns listade i Catalogue of Life.